# Chiềng Sơ, Sông Mã
Chiềng Sơ (tiếng Thái: ꪋꪸꪉ ꪻꪎ chiāng sàư có nghĩa là điểm sáng) là một xã thuộc huyện Sông Mã, tỉnh Sơn La, Việt Nam.
Xã Chiềng Sơ có diện tích 61,7 km², dân số năm 1999 là 6.306 người, mật độ dân số đạt 102 người/km².
Thành phần dân tộc:
Xã Chiềng Sơ gồm 4 dân tộc: Thái,  Kinh, Mông,  Sinh mun.
Trong đó Người thái chiếm đa số.
Ngoài ra còn có: ꪣ꫁ꪮꪥ Mường, ꪥ꫁ꪱꪫ Dao, ꪎ꫁ꪱ  Khơ mú (nhập cư).
Đơn vị bản làng, gồm:  ꪚ꫁ꪱꪙ ꪨ꪿ꪼꪙ Bản luấn (ꪹꪣꪉ ꪨ꪿ꪺꪙ Mương Luấn), ꪒꪮꪙ ꪹꪣꪷ꪿ꪣ Bản Mâm, ꪚ꫁ꪱꪙ ꪶꪀꪉ Bản Công, ꪚ꫁ꪱꪙ ꪹꪒ Bản Đứa, ꪬ꫁ꪺꪥ ꪭ꫁ꪸ Huổi Hịa, ꪬ꫁ꪼꪥ ꪀꪱꪒ Huổi Cát(ꪝꪺꪀ ꪬ꫁ꪺꪥ ꪀꪱꪒ),  ꪏꪱꪥ ꪹꪨꪉ Sài Lương (ꪵꪣ꫁ꪫ ꪬ꫁ꪺꪥ ꪏꪱꪥ Huổi Sai), ꪹꪣꪉ ꪚꪮꪙ Mường Bon,ꪵꪀꪫ ꪠꪸꪉ ꪶꪓꪙ Phiêng Đồn, ꪙꪱ ꪶꪨꪀ Na Lốc, ꪠꪸꪉ ꪵꪜ꪿  Phiêng Pe, ꪵꪀꪫ ꪘꪮꪉ ꪹꪜꪸꪒ Nòng Pết,  ꪝꪺꪀ ꪙꪱ ꪩꪺꪉ Na Luông, ꪵꪣ꫁ꪫ ꪵꪕꪙ ꪮꪳ Ten Ư,  ꪙꪱ ꪎꪷ꫁ꪉ Na Sặng, ꪙꪱ ꪕꪮꪀ Na Tọ, ꪙꪱ ꪹꪁꪷꪙ Na Cơn,  ꪵꪀꪫ ꪖꪷ꪿ꪉ ꪹꪨꪷ꫁ꪥ Thắng Lợi (ꪭ꪿ꪮꪉ ꪼꪡ Hong Phay), ꪠꪸꪉ ꪎꪱ Phiêng Sa.
Trung tâm xã  chiềng sơ tọa lạc ở ven bờ sông mã, nằm hoàn toàn trong địa phận Bản Luấn (Mường Luấn cũ). Cách đường mới 500m về phía đông bắc.
Chiềng sơ là mảnh đất có truyền thống văn hóa đặc sắc và khu quần thể hang động Ten Ư huyền bí đang chờ các nhà thám hiểm đến khám phá và tìm hiểu.